# Takashi Miki
Takashi Miki (三木 隆司 Miki Takashi?, nacido el 23 de julio de 1978 en Sagamihara, Kanagawa) es un exfutbolista japonés. Jugaba de defensa y su último club fue el Tokushima Vortis de Japón.

## Trayectoria

### Clubes
| Club               | País  | Año         |
| ------------------ | ----- | ----------- |
| Bellmare Hiratsuka | Japón | 1997 - 1999 |
| Oita Trinita       | Japón | 2000 - 2007 |
| Nagoya Grampus     | Japón | 2008        |
| Tokushima Vortis   | Japón | 2009 - 2013 |

## Estadística de carrera

### J. League
| Club               | Año   | J. League | J. League | Copa J. League | Copa J. League | Total | Total |
| Club               | Año   | Part.     | Goles     | Part.          | Goles          | Part. | Goles |
| ------------------ | ----- | --------- | --------- | -------------- | -------------- | ----- | ----- |
| Bellmare Hiratsuka | 1997  | 3         | 0         | 0              | 0              | 3     | 0     |
| Bellmare Hiratsuka | 1998  | 13        | 0         | 3              | 0              | 16    | 0     |
| Bellmare Hiratsuka | 1999  | 18        | 0         | 2              | 0              | 20    | 0     |
| Oita Trinita       | 2000  | 23        | 0         | 1              | 0              | 24    | 0     |
| Oita Trinita       | 2001  | 23        | 0         | 4              | 0              | 27    | 0     |
| Oita Trinita       | 2002  | 44        | 0         | -              | -              | 44    | 0     |
| Oita Trinita       | 2003  | 30        | 0         | 3              | 0              | 33    | 0     |
| Oita Trinita       | 2004  | 23        | 1         | 3              | 0              | 26    | 1     |
| Oita Trinita       | 2005  | 23        | 0         | 4              | 0              | 27    | 0     |
| Oita Trinita       | 2006  | 31        | 0         | 5              | 0              | 36    | 0     |
| Oita Trinita       | 2007  | 19        | 1         | 6              | 0              | 25    | 1     |
| Nagoya Grampus     | 2008  | 4         | 0         | 5              | 0              | 9     | 0     |
| Tokushima Vortis   | 2009  | 46        | 0         | -              | -              | 46    | 0     |
| Tokushima Vortis   | 2010  | 34        | 0         | -              | -              | 34    | 0     |
| Tokushima Vortis   | 2011  | 35        | 0         | -              | -              | 35    | 0     |
| Tokushima Vortis   | 2012  | 17        | 0         | -              | -              | 17    | 0     |
| Tokushima Vortis   | 2013  | 9         | 0         | -              | -              | 9     | 0     |
| Total              | Total | 395       | 2         | 36             | 0              | 431   | 2     |

## Palmarés

### Títulos nacionales
| Título    | Club         | País  | Año  |
| --------- | ------------ | ----- | ---- |
| J2 League | Oita Trinita | Japón | 2002 |